# Juan Villafuerte
Juan Antonio Villafuerte Estrada (Guayaquil, 19 de julio de 1945–Barcelona, 15 de agosto de 1977) fue un artista ecuatoriano conocido por sus dibujos y pinturas transmutados. Se encuentra entre las filas de otros prominentes latinoamericanos pintores como Eduardo Kingman, Enrique Tábara, Aníbal Villacís, Félix Aráuz, Oswaldo Guayasamín, Judith Gutiérrez, Hernán Zúñiga y José Carreño . 

## Trayectoria
Nació el 19 de julio de 1945, en Guayaquil, Ecuador, hijo de Manuel Villafuerte y Rosa Estrada. Fue el más joven de cuatro hermanos: Manuel, Nila y Vilma. Nila tenía 13 años cuando nació Juan. Nila luego se casó con el pintor Félix Arauz. 
En 1960, Villafuerte asistió a la Escuela de Bellas Artes, en Guayaquil y fue asesorado por Theo Constanté, Hans Michelson y Caesar Andrade Faini. En 1964, Villafuerte y Hernán Zúñiga se mudaron a la fábrica de Juan Manuel Guano para trabajar y vivir la vida boehemiana de un artista. Villafuerte abandonó la escuela en 1966 y comenzó a dibujar de la naturaleza. Aunque Villafuerte no siguió sus pasos, se inspiró en gran medida en las pinturas de inspiración precolombina de Gilberto Almeida y Enrique Tabara.  Después de graduarse, Villafuerte participó en numerosas exposiciones colectivas en la Casa de la Cultura Núcleo de Guayas y el Museo de Arte Colonial. 
La primera exposición individual de Villafuerte en Guayaquil se realizó en el Centro Ecuatoriano de Norteamérica. El catálogo de la exhibición y las invitaciones contenían comentarios extremadamente entusiastas de la obra de Villafuerte por escritores como Bolívar Moyano y Diego Oguendo, entre otros bolígrafos. En el periódico, el crítico de arte, Manuel Esteban Mejía, habló de la obra de Villafuerte en la exposición diciendo: "No es complaciente, ni está hecho para agradar, sino para molestar". Esboza las deformidades ".  Otros artículos hablaban de que las obras estaban en el centro de la filosofía humanista.  En 1967, Villafuerte presentó una exhibición llamada Muestra Personal en la Galería de Arte de Quito que consistió en su primera serie de imágenes de Vietnam. La Serie de Vietnam duró hasta 1973 cuando terminó la guerra. En su Serie de Vietnam, Villafuerte terminaba un dibujo y lo partía en pedazos y los arreglaba en un cartón fino, luego continuaba dibujando y agregando varios recortes de periódicos y revistas de la guerra. En 1968, Villafuerte expuso con el grupo, VAN, en el Museo de Arte Colonial de Quito. VAN era un grupo de artistas informales modernos que consistían principalmente de Enrique Tábara, Aníbal Villacís, Estuardo Maldonado, Luis Molinari y Gilberto Almeida, quienes estaban en constante búsqueda de una nueva estética moderna derivada del arte precolombino. 
Villafuerte abandonó el Ecuador en 1968 para estudiar grabado, dibujo y pintura en la Escuela de Bellas Artes de Barcelona. Durante su estudio en Barcelona, Villafuerte quedó fascinado con las obras de Rembrandt, Durero y Goya, así como con la intensa labor de Antonio Saura. La irrupción definitiva del neofigurativismo ocurrió a principios de la década de 1970, donde José Carreño y Villafuerte representaron a España y Ecuador. 
Los primeros años setenta vieron surgir la serie de dibujos de Transmutaciones de Villafuerte, que consistía en cabezas explosivas, criaturas monstruosas, figuras de medias mujeres y medias aves con múltiples bocas y venas salientes. Durante este tiempo, Villafuerte realizó muchas exhibiciones con artistas como Zuniga, Carreño y Yaulema en toda España y Ecuador. Villafuerte era muy trabajador y se sabía que pasaba al menos 16 horas al día dibujando.  También se sabía que pasaba horas dibujando dibujos animados satíricos, a menudo representando las luchas empobrecidas de los latinoamericanos. Una de sus muchas obras importantes es "Curas y Saldados" (1972), que muestra la madurez de su dibujo y el nervio del color.

## Fallecimiento
Villafuerte murió de cáncer el 15 de agosto de 1977 mientras vivía en Barcelona. Dejó una gran cantidad de obras maestras gracias a su naturaleza trabajadora.  Gran parte de su trabajo fue dejado a la familia en el Ecuador; Sin embargo, todavía hay una gran cantidad de trabajo que permanece en España con su viuda, Aracelli Molina, así como varias galerías y colecciones en toda España y Ecuador . 
Un incidente que fue ampliamente publicitado tanto en España como en Ecuador fue la breve pérdida del cadáver de Villafuerte. Después de que Villafuerte pasara en España, su padre y Nila volaron a España para llevar el cuerpo a casa. Cuando regresaron a Guayaquil había una gran multitud reunida para presentar sus respetos, pero cuando el avión se descargó no había ningún cadáver. Más tarde se descubrió que el cadáver había sido enviado accidentalmente a Lima, Perú. Una vez que se localizó el cuerpo, fue enviado de regreso a Guayaquil, donde se mantuvo bajo custodia durante un corto período de tiempo en la Casa de la Cultura Ecuatoriana. Villafuerte finalmente fue sepultado en el Cementerio General de Guayaquil.

## Legado
Villafuerte llevó el dibujo a todas las posibilidades de la imaginación, con el más alto nivel de habilidad. En 1979,  la primera retrospectiva en honor al trabajo de Villafuerte se llevó a cabo en la Galería del Centenario de Guayaquil y desde entonces su legado ha seguido creciendo y ha asegurado su lugar entre los grandes maestros latinoamericanos del siglo XX.